# Danielle Casanova
Danielle Casanova (nascida como Vincentella Périni, 9 de janeiro de 1909 - 9 de maio de 1943) foi uma comunista francesa nascida na Córsega, membro da Resistência Francesa durante a Segunda Guerra Mundial. Foi responsável pela Juventude Comunista e fundou em 1936 a organização feminina Union des Jeunes Filles de France (UJFF- União das Jovens Mulheres Francesas). Ela foi presa e deportada para Auschwitz, onde foi torturada e morreu.